# Treindienstregeling 2014 in Nederland

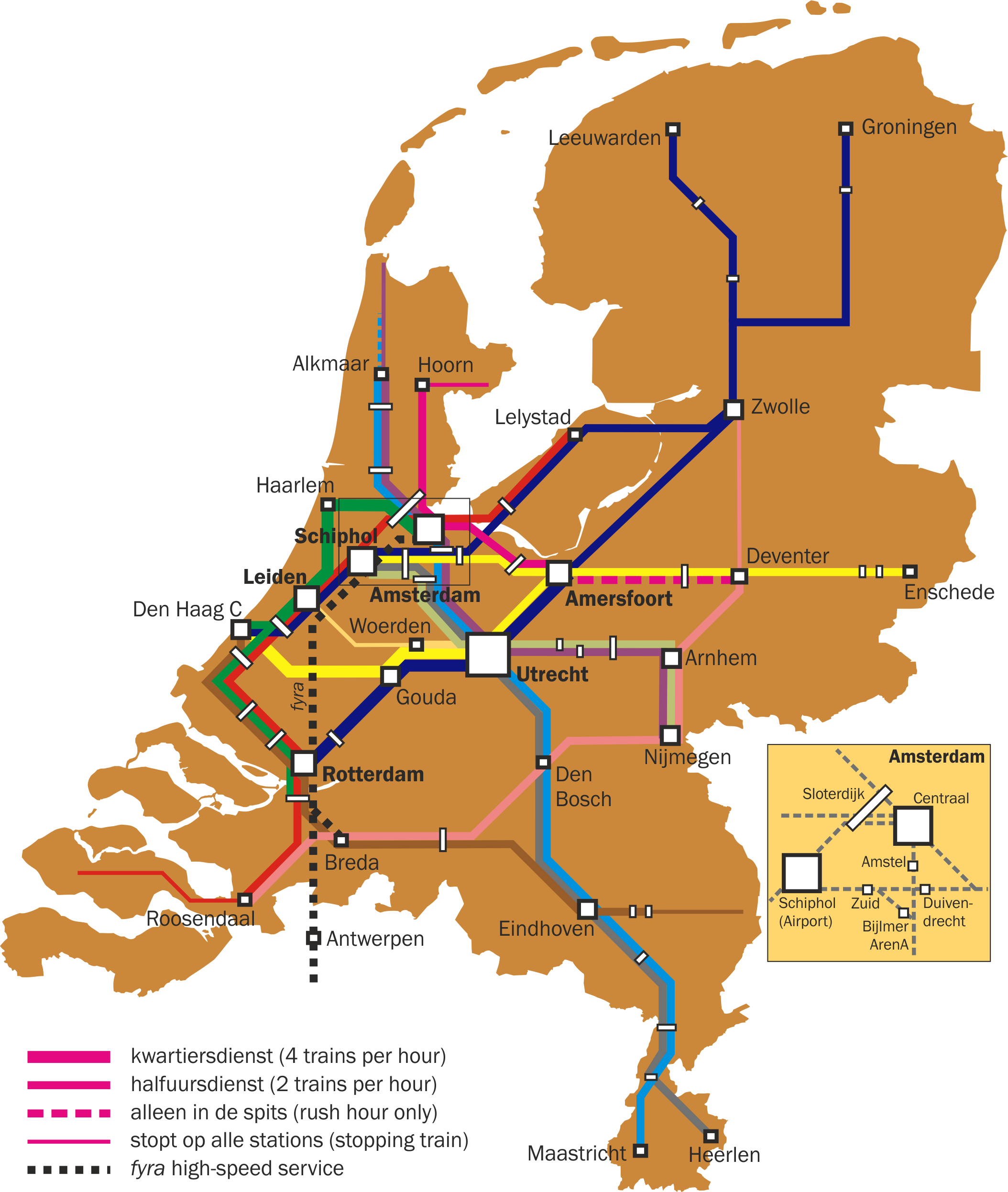
Intercitynet 2013.

De dienstregeling 2014 van de spoorvervoerders in Nederland geldt van 15 december 2013 tot 13 december 2014. Er was een aantal kleine wijzigingen ten opzichte van de dienstregeling van 2013.

## Stations

### Nieuw
- Maastricht Noord, gelegen tussen Maastricht en Meerssen (geopend op 17 november 2013, een uitgestelde maatregel die in feite nog behoorde bij de dienstregeling 2013).

### Naamswijzigingen
- Hilversum Noord wordt Hilversum Media Park
- Nieuweschans wordt Bad Nieuweschans

## Hoofdrailnet

### West en Midden-Nederland
Enkhuizen – Amsterdam
- De spits-intercity's slaan in beide richtingen station Hoorn Kersenboogerd over. Hierdoor kunnen de sprinters uit Hoofddorp door blijven rijden naar Hoorn Kersenboogerd.
- De sprinters tussen Hoorn Kersenboogerd en Hoofddorp krijgen andere vertrektijden.

Leiden – Den Haag
Ten behoeve van de kleine stations tussen Den Haag en Leiden, die meer behoefte hebben aan een verbinding met Schiphol dan met Haarlem, wordt de treindienst op werkdagen na 20 uur en in het weekend aangepast. De sprinter Haarlem – Leiden – Den Haag zal op deze tijdstippen niet verder rijden dan Leiden Centraal en de sprinter uit Schiphol rijdt de hele week door naar Den Haag Centraal.
Dordrecht – Lage Zwaluwe – Breda
Tussen Dordrecht en Lage Zwaluwe worden de tijden van de sprinters van/naar Breda aangepast, waardoor in de daluren een strakke halfuursdienst ontstaat.
Utrecht – Geldermalsen – Tiel / 's-Hertogenbosch
- Na 20:00 zullen de sprinters Utrecht – Geldermalsen – Tiel / 's-Hertogenbosch niet meer gekoppeld rijden, maar ieder apart, zoals dat ook voor 20:00 gebeurt.[3]
- De sprinter Tiel – Utrecht Centraal zal de gehele dag niet stoppen te Utrecht Lunetten, in de andere richting wel.[3]

### Noord en Oost-Nederland
Apeldoorn – Deventer – Almelo
Ook na 20:00 blijft de sprinter Apeldoorn – Enschede 2x/uur rijden. Voor deze dienstregeling was dat slechts 1x/uur.
Leeuwarden – Meppel – Zwolle
De sprinters Leeuwarden – Meppel v.v. gaan op werkdagen ook buiten de spits rijden. Ze blijven 1 keer per uur rijden. In combinatie met de Intercity Schiphol – Zwolle – Leeuwarden wordt hierdoor 2x/uur gereden voor alle tussen gelegen stations, maar niet met een consequente 30'/30'-interval.

### Late avond / nachttreinen
Door werkzaamheden worden op diverse trajecten, met name in Noord-Holland, Zuid-Holland en Flevoland, op enkele dagen bussen ingezet voor de laatste trein(en). Het gaat hier om onder andere de nachttreinen Amsterdam – Rotterdam en de laatste sprinter Amsterdam – Heerhugowaard.
Utrecht – Amersfoort
In de nachten van vrijdag op zaterdag en van zaterdag op zondag gaan twee nachttreinen rijden tussen Utrecht Centraal en Amersfoort. In omgekeerde richting zal maar één nachttrein rijden.
Den Haag – Rotterdam
In de nachten van woensdag op donderdag en van donderdag op vrijdag zullen de nachttreinen tussen Den Haag HS en Rotterdam Centraal omrijden via Gouda. Door deze omleiding stoppen deze treinen niet op station Delft. Rond Delft zullen bussen rijden.

## Regionale lijnen
Almelo – Mariënberg
Per december 2013 gaat de spoorlijn Mariënberg - Almelo over van Connexxion (uitgevoerd door Syntus) naar Arriva als onderdeel van de Vechtdallijnen. De stoptrein Almelo – Mariënberg zal tussen 9:00 en 12:00 en tussen 21:00 en 24:00 geen 2x/uur maar 1x/uur gaan rijden. Op zaterdag vanaf 7:00 tot 12:00 en zondag de gehele dag wordt ook een uurdienst gereden.
Amersfoort – Ede-Wageningen
Naast de treinen Amersfoort Centraal – Ede-Wageningen zullen voortaan ook de treinen Amersfoort Centraal – Barneveld Centrum gaan stoppen op station Hoevelaken. Hierdoor wordt station Hoevelaken viermaal per uur aangedaan in plaats van tweemaal.

## Internationaal

### Amsterdam – Brussel
De Thalys gaat 1x per dag extra richting Brussel rijden. Vanaf april 2014 gaan twee Thalys-treinen doorrijden naar Lille-Europe.

### Den Haag – Brussel
De InterCity Den Haag – Brussel gaat 12x per dag rijden en zal ook in het weekend doorrijden naar Brussel Zuid/Midi.

### Grensland Express
De Grensland Express tussen Hengelo en Bad Bentheim verdwijnt met ingang van dienstregeling 2014.
1970 
· 2007-2009
(2008 
· 2009)
· 2010 
· 2011 
· 2012
· 2013
· 2014
· 2015
· 2016
· 2017
· 2018
· 2019
· 2020
· 2021
· 2022